# 帕尼萨日
帕尼萨日（法語：Panissage，法語發音：[panisaʒ]）是法国伊泽尔省的一个旧市镇，属于拉图尔迪潘区。2019年，帕尼萨日与市镇维里约合并为新市镇瓦勒德维里约。

## 地理
帕尼萨日（45°29'39"N, 5°27'47"E）面积4.88 平方千米，位于法国奥弗涅-罗讷-阿尔卑斯大区伊泽尔省，该省份为法国东南部内陆省份，北起顺时针与安省、萨瓦省、上阿尔卑斯省、德龙省、阿尔代什省、卢瓦尔省和罗讷省。
与帕尼萨日接壤的市镇（或旧市镇、城区）包括：维里约、布朗丹、谢略、杜瓦桑。

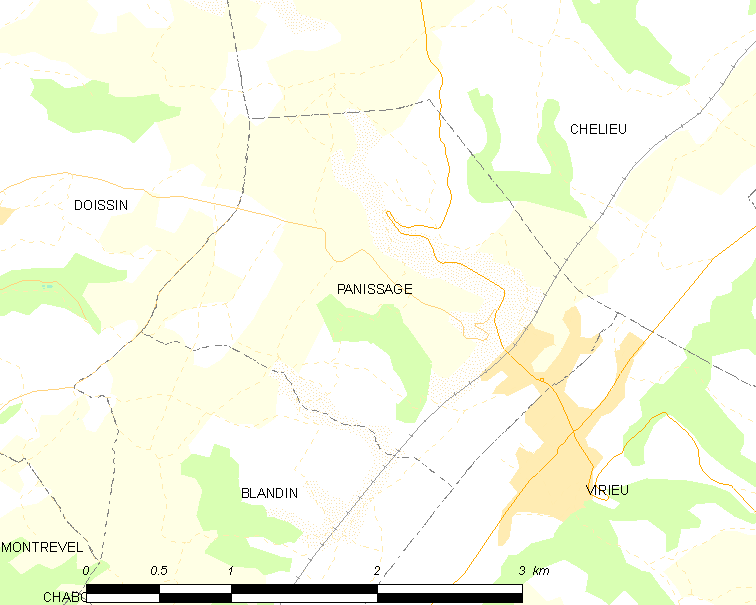
帕尼萨日的OSM定位图

帕尼萨日的时区为UTC+01:00、UTC+02:00（夏令时）。

## 行政
帕尼萨日的邮政编码为38730，INSEE市镇编码为38293。

## 政治
帕尼萨日所属的省级选区为大朗斯县。

## 人口

1962-2008年间帕尼萨日人口变化图示

帕尼萨日于2018年1月1日时的人口数量为445人。